# Skolgärdet
Skolgärdet är ett handelsområde vid E18 i Loviselund i Karlskoga. Handelsområdet öppnades 2009. Bland butiker märks Intersport, ÖoB, Elon och Elgiganten.